# La Rivendicazione
La Rivendicazione è stata una storica rivista anarchica italiana, pubblicata a Forlì, capoluogo di quella Romagna dove le dottrine anarchiche si erano molto diffuse, alla fine del secolo XIX, col sottotitolo Giornale settimanale economico-politico-sociale..

## Storia
La Rivendicazione fu fondata nel 1886 dall'anarchico Germanico Piselli, che ne fu anche direttore.
La rivista partecipò alla campagna per la celebrazione della Festa del lavoro il Primo maggio. Si veda, ad esempio, l'articolo Pel primo Maggio, uscito il 26 aprile 1890.
Fra i collaboratori, si ricordano: Adamo Mancini, Errico Malatesta.

La rivista mantenne una posizione intermedia e conciliante tra l'anarchimo intransigente e il nascente socialismo evoluzionista propugnato da Andrea Costa e non cambiò posizione neppure dopo il Congresso di Capolago (4-6 gennaio 1891). Pur facendo atto di adesione formale all'astensionismo continuò "a tendere la mano al partito di Costa".

Dopo la chiusura dell'edizione di Forlì il titolo venne ripreso dall'omonima rivista di Imola diretta da Giulio Astorri ed avente come sottotitolo Voce degli sfruttati che si pubblicò dal 20 dicembre 1891 al 10 luglio 1892
Negli anni Venti del XX secolo, a ripresa di questa prima esperienza editoriale, venne fondata a Parigi una rivista, in lingua italiana, con l'identico titolo "La Rivendicazione".